# RBL
RBL es una banda portuguesa formada a través de la teleserie portuguesa Rebelde Way, que fue emitida entre 2008 y 2009. La banda se promocionó a través de conciertos en vivo en programas de televisión, su primera presentación fue en el programa portugués "Contacto", donde cantaron la canción "Assim Completamente" (versión en portugués de "Solo Para Ti" de RBD).

## Historia
Rebelde Way (una teleserie original de Argentina), producida por "Cris Morena Group" y "Yair Dori International", apareció en 2002 y 2003 en ese país. También se creó una banda llamada Erreway y gracias al éxito se hicieron otras versiones. La telenovela nació el 2004 y la banda el 2005, tuvieron un gran éxito en sus países y también internacionalmente, luego Así fue como nació la versión portuguesa llamada igual que la argentina Rebelde Way (2008) que nació también la banda RBL, que básicamente utiliza las canciones de las otras bandas Erreway y RBD en portugués.
Su primer álbum se lanzó el 18 de mayo de 2008 con el mismo nombre de la banda, junto con un DVD en directo, el álbum contiene 12 temas:
- Assim Completamente (Solo para ti)
- Amor Inmortal (Me voy)
- Este Amor(Nuestro Amor).
- Eu Sou Assim (Así soy yo)
- Rebelde (Rebelde)
- Marcas do Passado
- Chegou a Hora
- Resistir

## Discografía

### Álbumes de estudio
- 2008: RBL

### DVD
- 2008: RBL ao Vivo em Torres Vedras

## Presentaciones
- 27 de octubre de 2008 - Cine-Teatro de Sobral de Monte
- 22 de noviembre de 2008 - Programa de "Lucy"
- 4 de diciembre de 2008 - Green Park de Tierras Bajas, Torres Vedras (concierto final de año)
- 12 de diciembre de 2008 - La esperanza de Navidad
- 21 de diciembre de 2008 - Programa "Herman Circo"
- 23 de diciembre de 2008 - Sociedad de Euterpe Alhandrense, Amadea (concierto final de la novela)
- 26 de mayo de 2009 - Programa "Contacto"
- 20 de junio de 2009 - Gala "Summer Love"
- 29 de junio de 2009 - La 'N Live

- Datos: Q5554230